# René Héraudin
René Héraudin (Le Blanc, Francia, 2 de febrero de 1722 - Valençay, Francia, 9 de marzo de 1800), eclesiástico, obispo constitucional de Indre de 1791 hasta su muerte.

## Biografía
René Héraudin, nacido en Le Blanc, entonces perteneciente a la diócesis de Bourges, ordenado sacerdote en 1748, fue primeramente vicario en Le Blanc y después cura de Saint-Cyran-du-Jambot en 1751, de Chazelet en 1759, de Chaillac en 1760, de Valençay en 1764 antes de volver a Chaillac en 1768 donde presta el juramento a la Constitución civil del clero. 
Como decano de edad, la asamblea departamental lo eligió el 6 de febrero de 1791 con 237 votos a favor obispo constitucional del departamento de Indre con sede episcopal en Châteauroux. Jura el cargo el 6 de marzo y hace su entrada el 13 de marzo. La iglesia de Saint-André es elegida como catedral. No tarda en confrontarse con las autoridades civiles cuando quieren obligar los curas a volver a casar a los divorciados. Cesa de sus funciones religiosas en 1793 y se retira a Bazelles en la parroquia de Poulaines cerca de Valençay pero después del final del Terror, envía todavía un diputado al Concilio de 1797. Muere a Valençay el 9 de marzo de 1800.